# 杨澜访谈录
《杨澜访谈录》，2001年由上海市东方卫视建立的一个节目，由著名主持人杨澜主持，节目以采访谈话的方式表现在观众面前，节目中访谈的对象主要是全球政界、商界、文艺界、体育界知名人士。
2013年移入北京卫视每周日晚23:00播出。

## 概述
《杨澜访谈录》以采访和访谈全球政界、商界、文艺界、体育界知名人士而著名，节目中通过主持人杨澜和受访者的交流，展现受访者人物性格和独到见解，具有一定的深度和广度，同时节目中受访者的精彩对答表现了人类智慧的光芒。

## 风格
《人民网》点评杨澜在节目中的风格是“舒缓、平和、不带丝毫的张扬之气”。
杨澜曾用一个成语形容自己在该节目的主持风格是“绵裡藏针”，她还说：“风格是你在具备一定内涵后才体现出来的东西”、“到底是开着轰炸机把这块地都炸平，还是钻井取油？后来我们认为，深刻的问题也可以用一种温和的形式提出来”、“观众要看的是内容，而不是两个人吵架”。

## 评价
《杨澜访谈录》的制片人郝亚兰说：“这个节目，实际上是对杨澜和被采访对象智慧的双重倚重，是杨澜和被采访对象智慧的碰撞交融。”
《粉丝网》专文认为：“《杨澜访谈录》是集国际化特色、信息、深度于一体，传递成功人生的进取魅力。”同时指出，“该片在过去十年使国人更好地了解了世界，而未来十年世界将更换地了解中国。”